# کس-بی
کُس-بی (به انگلیسی: Cos-B) اولین مأموریت سازمان تحقیقات فضایی اروپا بود که منابع اشعه گاما کیهانی را مورد مطالعه قرار داد. این ماهواره برای اولین بار در اواسط دهه ۱۹۶۰ میلادی توسط جامعه علمی اروپا مطرح و در سال ۱۹۶۹ توسط سازمان تحقیقات فضایی اروپا تصویب شد. این ماهواره توسط ناسا در ۹ اوت ۱۹۷۵ به فضا پرتاب شد.